# Nowe Koszary (przystanek kolejowy)
Nowe Koszary (ukr. Нові Кошари, ros. Кошары Новые) – przystanek kolejowy w pobliżu miejscowości Perewisie, w rejonie kowelskim, w obwodzie wołyńskim, na Ukrainie. Nazwa pochodzi od pobliskiej miejscowości Nowe Koszary.